# Macrocera lutea
Macrocera lutea är en tvåvingeart som beskrevs av Johann Wilhelm Meigen 1804. Macrocera lutea ingår i släktet Macrocera och familjen platthornsmyggor. Arten är reproducerande i Sverige. Inga underarter finns listade i Catalogue of Life.